# Artillería de Japón

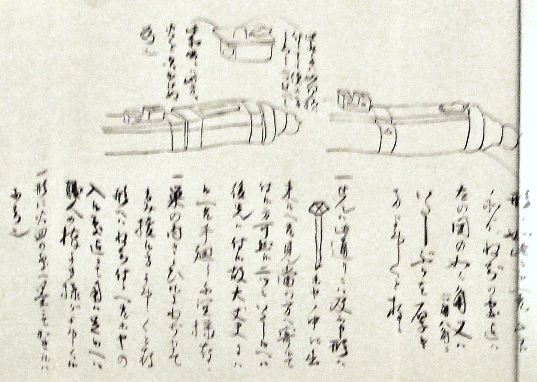
Descripción del mecanismo de una pistola giratoria de carga de rotura en japonés.

La artillería en Japón se registra en el siglo XIII. No fue utilizado ampliamente antes del período Sengoku en el siglo XVI.

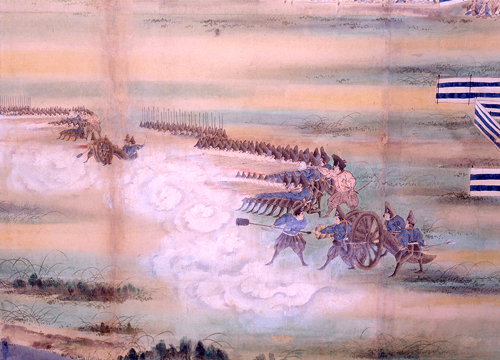
Manifestación de artillería Takashima Shuhan para roju y daimyo, 1841

## Historia
En la década de 1840, el Shogunato de Tokugawa comenzó a anticipar que los militares británicos o franceses podrían atacar Japón. Takashima Shuhan (1798-1866) presentó una petición al shogun pidiendo la compra de armas de fuego occidentales. En 1841, una demostración de artillería occidental causó una fuerte impresión. Facciones conservadoras poderosas en el shogunato se resistieron al cambio.

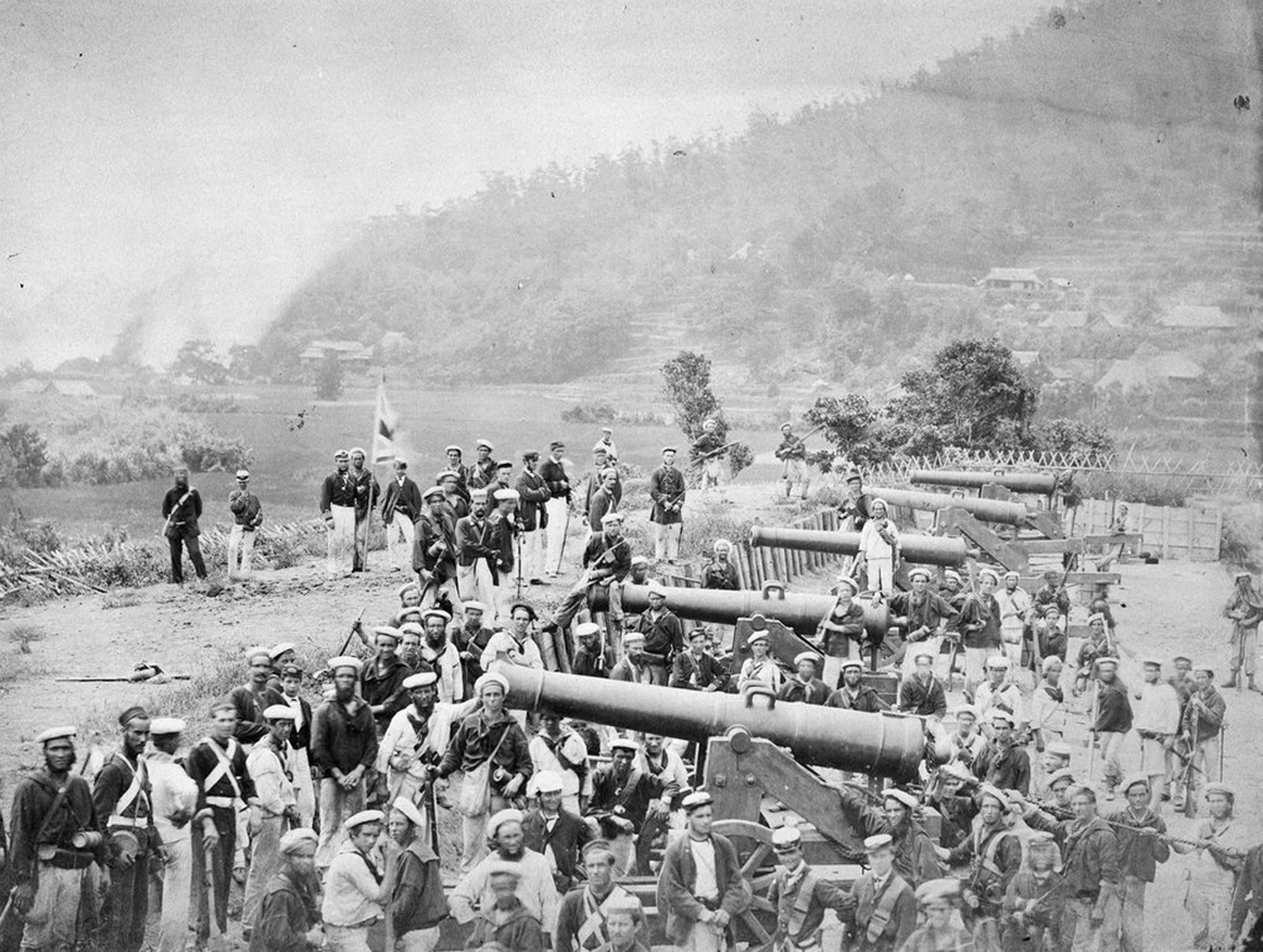
Los británicos capturan el cañón japonés, 1864

Durante el bombardeo de Shimonoseki en 1864, los cañones navales europeos demostraron ser superiores a los cañones japoneses en tierra.
Tras la Restauración Meiji, Japón seguiría una política de "país rico, ejército fuerte" (富国強兵), que condujo a un rearme general.

## Ejército Imperial Japonés
El Ejército Imperial Japonés (IJA) utilizó artillería durante la Primera Guerra Chino-Japonesa (1894-1895).
Los cañones navales y la artillería de campaña fueron importantes en la guerra ruso-japonesa de 1905.
Antes y durante la Segunda Guerra Mundial, el ejército japonés desplegó una variedad de piezas de artillería.

## Armada Imperial Japonesa

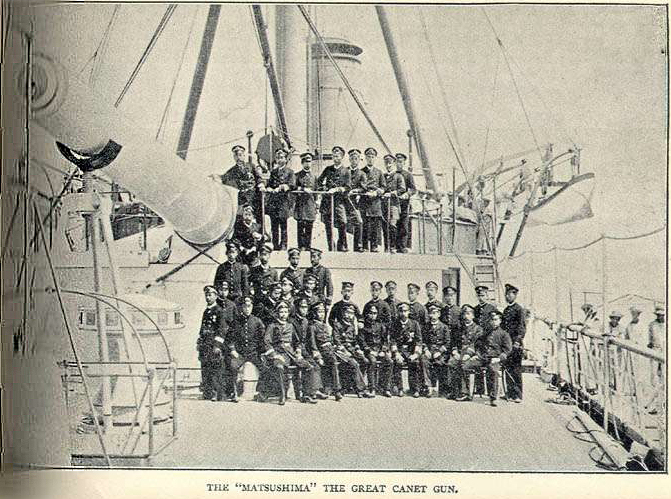
El Matsushima de construcción francesa, buque insignia de la Armada Imperial Japonesa en la Batalla del Río Yalu (1894), utilizó un cañón Canet de 320 mm (13 in).

La Armada Imperial Japonesa (IJN) desarrolló grandes piezas de artillería naval.

## Fuerzas de Autodefensa de Japón (JSDF)
La artillería autopropulsada del actual ejército japonés incluye
- Obús autopropulsado tipo 75 155 mm
- Obús M110
- M270 MLRS
- Obús autopropulsado tipo 99 155 mm